# تپه مراد آواس
تپه مراد آواس مربوط به دوران فرادیرینه‌سنگی - دوره نوسنگی است و در شهرستان کرمانشاه، بخش مرکزی، دهستان دورود فرامان، ۷۰۰ متری روستای کیانشهر، از محله‌های حاشیه کرمانشاه واقع شده و این اثر در تاریخ ۲۶ اسفند ۱۳۸۷ با شمارهٔ ثبت ۲۵۶۹۸ به‌عنوان یکی از آثار ملی ایران به ثبت رسیده است.